# Apia International Sydney 2017
Apia International Sydney 2017 - чоловічий і жіночий тенісний турнір, що проходив на відкритих кортах з твердим покриттям NSW Tennis Centre у Сіднеї (Австралія).  Належав до Туру ATP 2017 і Туру WTA 2017. Це був 124-й за ліком турнір. Тривав з 8 до 14 січня 2017 року.
The women's main-draw ranking cut-off was 29, making it the highest cut-off of any WTA tournament in the world in the past year.

## Нарахування очок
| Дисципліна                 | П   | Ф   | ПФ  | ЧФ  | 1/8 | 1/16 | Q   | Q3  | Q2  | Q1  |
| Одиночний розряд, чоловіки | 250 | 150 | 90  | 45  | 20  | 0    | 12  | 6   | 0   | 0   |
| Парний розряд, чоловіки    | 250 | 150 | 90  | 45  | 0   | Н/Д  | Н/Д | Н/Д | Н/Д | Н/Д |
| Одиночний розряд, жінки    | 470 | 305 | 185 | 100 | 55  | 1    | 25  | 18  | 13  | 1   |
| Парний розряд, жінки       | 470 | 305 | 185 | 100 | 1   | Н/Д  | Н/Д | Н/Д | Н/Д | Н/Д |

## Призові гроші
| Дисципліна                 | П        | Ф       | ПФ      | ЧФ      | 1/8     | 1/161  | Q3     | Q2     | Q1   |
| Одиночний розряд, чоловіки | $72,000  | $37,900 | $20,545 | $11,705 | $6,900  | $4,085 | $1,840 | $920   | Н/Д  |
| Парний розряд, чоловіки*   | $21,850  | $11,500 | $6,230  | $3,570  | $2,090  | Н/Д    | Н/Д    | Н/Д    | Н/Д  |
| Одиночний розряд, жінки    | $132,740 | $70,870 | $37,825 | $20,315 | $10,900 | $5,970 | $3,110 | $1,650 | $915 |
| Парний розряд, жінки*      | $41,520  | $22,180 | $12,120 | $6,165  | $3,340  | Н/Д    | Н/Д    | Н/Д    | Н/Д  |

1Кваліфаєри отримують і призові гроші 1/16 фіналу.

*на пару

## Учасники чоловічих змагань

### Сіяні
| Країна     | Гравець              | Рейтинг1 | Посіяний |
| ---------- | -------------------- | -------- | -------- |
| Австрія    | Домінік Тім          | 8        | 1        |
| Уругвай    | Пабло Куевас         | 22       | 2        |
| Сербія     | Віктор Троїцький     | 29       | 3        |
| Іспанія    | Пабло Карреньо Буста | 30       | 4        |
| Німеччина  | Філіпп Кольшрайбер   | 32       | 5        |
| Люксембург | Жіль Мюллер          | 34       | 6        |
| Словаччина | Мартін Кліжан        | 35       | 7        |
| Іспанія    | Марсель Гранольєрс   | 37       | 8        |

- 1 Рейтинг подано станом на 2 січня 2017

### Інші учасники
Нижче наведено учасників, які отримали вайлдкард на участь в основній сітці:
- Алекс Де Мінаур
- Танасі Коккінакіс
- Джордан Томпсон

Нижче наведено гравців, які пробились в основну сітку через стадію кваліфікації:
- Меттью Бартон
- Гаштан Еліаш
- Тьяго Монтейро
- Christopher O'Connell

Гравці, що потрапили в основну сітку як щасливий лузер:
- Ніколоз Басілашвілі
- Сантьяго Хіральдо

### Знялись з турніру
До початку турніру
- Федеріко Дельбоніс → його замінив  Томас Беллуччі
- Танасі Коккінакіс (травма живота) → його замінив  Ніколоз Басілашвілі
- Фернандо Вердаско (втома) → його замінив  Сантьяго Хіральдо

## Учасники основної сітки в парному розряді

### Сіяні
| Країна          | Гравець            | Країна   | Гравець      | Рейтинг1 | Сіяний |
| --------------- | ------------------ | -------- | ------------ | -------- | ------ |
| Велика Британія | Джеймі Маррей      | Бразилія | Бруно Соарес | 7        | 1      |
| Іспанія         | Марсель Гранольєрс | Іспанія  | Марк Лопес   | 28       | 2      |
| Польща          | Лукаш Кубот        | Бразилія | Марсело Мело | 32       | 3      |
| Нідерланди      | Жан-Жульєн Роєр    | Румунія  | Горія Текеу  | 46       | 4      |

- 1 Рейтинг подано станом на 2 січня 2017

### Інші учасники
Пара, що отримала вайлд-кард на участь в основній сітці:
- Matt Reid /  Джордан Томпсон

## Учасниці

### Сіяні
| Країна          | Гравчиня           | Рейтинг1 | Посіяний |
| --------------- | ------------------ | -------- | -------- |
| Німеччина       | Анджелік Кербер    | 1        | 1        |
| Польща          | Агнешка Радванська | 3        | 2        |
| Словаччина      | Домініка Цібулкова | 5        | 3        |
| Росія           | Світлана Кузнецова | 9        | 4        |
| Велика Британія | Джоанна Конта      | 10       | 5        |
| Росія           | Олена Весніна      | 16       | 6        |
| Італія          | Роберта Вінчі      | 18       | 7        |
| Данія           | Каролін Возняцкі   | 19       | 8        |

- 1 Рейтинг подано станом на 2 січня 2017

### Інші учасниці
Нижче наведено учасниць, які отримали вайлдкард на участь в основній сітці:
- Белінда Бенчич
- Ежені Бушар

Нижче наведено гравчинь, які пробились в основну сітку через стадію кваліфікації:
- Катерина Бондаренко
- Дуань Інін
- Крістіна Макгейл
- Марія Саккарі

Гравчині, що потрапили в основну сітку як щасливий лузер:
- Ірина Фалконі
- Родіонова Аріна Іванівна
- Донна Векич

### Знялись з турніру
До початку турніру
- Каролін Гарсія → її замінила  Моніка Пуїг
- Петра Квітова (травма поза кортом) → її замінила  Катерина Макарова
- Кароліна Плішкова (травма лівого стегна) → її замінила  Ірина Фалконі
- Слоун Стівенс (травма лівої ступні) → її замінила  Родіонова Аріна Іванівна
- Карла Суарес Наварро → її замінила  Лаура Зігемунд
- Еліна Світоліна (вірусне захворювання) → її замінила  Донна Векич

## Учасниці в парному розряді

### Сіяні
| Країна            | Гравчиня       | Країна            | Гравчиня         | Рейтинг1 | Сіяна |
| ----------------- | -------------- | ----------------- | ---------------- | -------- | ----- |
| Індія             | Саня Мірза     | Чехія             | Барбора Стрицова | 18       | 1     |
| Швейцарія         | Мартіна Хінгіс | США               | Коко Вандевей    | 22       | 2     |
| Китайський Тайбей | Чжань Хаоцін   | Китайський Тайбей | Чжань Юнжань     | 24       | 3     |
| США               | Ваня Кінґ      | Казахстан         | Ярослава Шведова | 37       | 4     |

- 1 Рейтинг подано станом на 2 січня 2017

### Інші учасниці
Нижче наведено учасниць, що отримали вайлдкард на участь в основній сітці в парному розряді:
- Медісон Бренгл /  Родіонова Аріна Іванівна

## Переможці

### Одиночний розряд, чоловіки
- Жіль Мюллер —  Деніел Еванс, 7–6(7–5), 6–2

### Одиночний розряд, жінки
- Джоанна Конта —  Агнешка Радванська, 6–4, 6–2

### Парний розряд, чоловіки
- Веслі Колгоф /  Матве Мідделкоп —  Джеймі Маррей /  Бруно Соарес, 6–3, 7–5

### Парний розряд, жінки
- Тімеа Бабош /  Анастасія Павлюченкова —  Саня Мірза /  Барбора Стрицова, 6–4, 6–4